# USS Bull (DE-693)
USS Bull (DE-693/APD-78) là một tàu hộ tống khu trục lớp Buckley được Hải quân Hoa Kỳ chế tạo trong Chiến tranh Thế giới thứ hai. Tên nó được đặt theo Thiếu úy Hải quân Richard Bull (1914–1942), phi công thuộc Liên đội Tuần tra VP-22 phục vụ cùng Hạm đội Á Châu Hoa Kỳ, đã tử trận tại đảo Ambon, Đông Ấn thuộc Hà Lan vào ngày 5 tháng 2, 1942, và được truy tặng Huân chương Chữ thập bay Dũng cảm. Nó đã phục vụ trong chiến tranh cho đến năm 1944, khi được cải biến thành một tàu vận chuyển cao tốc mang ký hiệu lườn APD-78, và tiếp tục phục vụ cho đến khi chiến tranh kết thúc. Con tàu xuất biên chế năm 1947, rồi được chuyển cho Đài Loan năm 1966 và tiếp tục phục vụ cùng Hải quân Trung Hoa dân quốc như là chiếc ROCS Lu Shan (DE-36) cho đến khi ngừng hoạt động và bị tháo dỡ năm 1995. Bull được tặng thưởng ba Ngôi sao Chiến trận do thành tích phục vụ trong Thế Chiến II.

## Thiết kế và chế tạo
Những chiếc thuộc lớp tàu hộ tống khu trục Buckley có chiều dài chung 306 ft (93 m), mạn tàu rộng 37 ft 1 in (11,30 m) và độ sâu mớn nước khi đầy tải là 11 ft 3 in (3,43 m). Chúng có trọng lượng choán nước tiêu chuẩn 1.400 tấn Anh (1.400 t); và lên đến 1.740 tấn Anh (1.770 t) khi đầy tải. Hệ thống động lực bao gồm hai turbine hơi nước General Electric công suất 13.500 mã lực (10.100 kW), dẫn động hai máy phát điện công suất 9.200 kilôwatt (12.300 hp) để vận hành hai trục chân vịt;  công suất 12.000 hp (8.900 kW) cho phép đạt được tốc độ tối đa 23 kn (26 mph; 43 km/h), và có dự trữ hành trình 6.000 nmi (6.900 mi; 11.000 km) khi di chuyển ở vận tốc đường trường 12 kn (14 mph; 22 km/h).
Vũ khí trang bị bao gồm ba pháo 3 in (76 mm)/50 cal trên tháp pháo nòng đơn có thể đối hạm hoặc phòng không, một khẩu đội 1,1 inch/75 caliber bốn nòng và tám pháo phòng không Oerlikon 20 mm. Vũ khí chống ngầm bao gồm một dàn súng cối chống tàu ngầm Hedgehog Mk. 10 (có 24 nòng và mang theo 144 quả đạn); hai đường ray Mk. 9 và tám máy phóng K3 Mk. 6 để thả mìn sâu. Khác biệt đáng kể so với lớp Evarts dẫn trước là chúng có thêm ba ống phóng ngư lôi Mark 15 21 inch (533 mm). Thủy thủ đoàn đầy đủ bao gồm 186 sĩ quan và thủy thủ.
Bull là chiếc đầu tiên trong số những tàu hộ tống khu trục được hãng Defoe Shipbuilding Company tại Bay City, Michigan chế tạo. Lườn tàu được đóng theo cách thông thường, trong khi cấu trúc thượng tầng và thiết bị được tiền chế theo cách lật ngược nhằm rút ngắn thời gian chế tạo, một phương pháp mà hãng Defoe đi tiên phong. Nó được đặt lườn vào ngày 15 tháng 12, 1942; được hạ thủy vào ngày 25 tháng 3, 1943 và được đỡ đầu bởi bà Ruth P. Bull, vợ góa Thiếu úy Bull. Con tàu nhập biên chế vào ngày 12 tháng 8, 1943 dưới quyền chỉ huy của Hạm trưởng, Đại úy Hải quân Duane Wesley Farnham.

## Lịch sử hoạt động

### Mặt trận Đại Tây Dương
Sau khi hoàn tất việc chạy thử máy huấn luyện tại khu vực Bermuda, Bull hộ tống cho chiếc tàu chở quân Lục quân USAT George Washington đi Norfolk, Virginia, rồi tiếp tục đi đến Boston, Massachusetts vào ngày 4 tháng 10, 1943 để sửa chữa sau chạy thử máy. Con tàu ghé qua New York trước khi đi đến Curaçao tại Tây Ấn thuộc Hà Lan, rồi từ đây hộ tống một đoàn tàu vận tải vượt Đại Tây Dương để đi sang Londonderry, Bắc Ireland. Sau khi quay trở về New York vào ngày 9 tháng 12, nó hoạt động tại vùng biển vịnh Cape Cod cho đến cuối năm 1943, đảm nhiệm kéo mục tiêu phục vụ cho việc thực hành radar và chiến thuật ném bom bổ nhào của phi công hải quân.
Bull sau đó được điều động sang Đội hộ tống 19, lúc này còn bao gồm các tàu hộ tống khu trục Rich (DE-695), Bunch (DE-694), Bates (DE-68), Amesbury (DE-66) và Blessman (DE-69). Nó quay trở về New York vào ngày 3 tháng 1, 1944, tham gia vào Đội đặc nhiệm 21.9 và lên đường vào ngày  9 tháng 1 cho một chuyến hộ tống vận tải vượt Đại Tây Dương khác đi sang Londonderry. Đi đến nơi mười ngày sau đó, nó ở lại cảng trong khoảng một tuần trước khi khởi hành vào ngày 27 tháng 1 cho hành trình quay trở về Hoa Kỳ. Con tàu chịu đựng nhiều bất trắc trong chuyến đi ngang qua vùng biển Bắc Đại Tây Dương khắc nghiệt, gặp một đám hỏa hoạn trong phòng động cơ số 2, băng qua một cơn bão vào ngày 3 tháng 2, va đập xuồng săn cá voi gây hư hại cột ăn-ten cùng một tai nạn nổ đạn dược. Cuối cùng nó cũng về đến cảng New York vào ngày 9 tháng 2.
Sau khi được bảo trì tại New York, Bull tiến hành huấn luyện ôn tập tại khu vực Casco Bay, Maine trước khi đi đến Boston chuẩn bị cho một chuyến hộ tống vận tải vượt Đại Tây Dương khác. Lên đường vào ngày 28 tháng 2, nó hộ tống các tàu buôn băng qua vùng biển đầy dẫy tàu ngầm U-boat Đức để hướng đến Belfast, Bắc Ireland, đến nơi vào ngày 8 tháng 3. Lên đường cho hành trình quay trở về Hoa Kỳ, nó về đến New York vào ngày 25 tháng 3, và đã hoàn tất thêm một chuyến hộ tống vận tải khứ hồi vượt Đại Tây Dương khác trong mùa Xuân năm đó, quay trở về Boston vào ngày 1 tháng 5.
Sau khi được bảo trì tại Xưởng hải quân New York, Bull hộ tống một đoàn tàu vận tải khác đi sang Anh từ ngày 12 đến ngày 23 tháng 5, và ở lại khu vực quần đảo Anh cùng lực lượng hải quân được tập trung nhằm chuẩn bị cho Chiến dịch Neptune, hoạt động hải quân trong khuôn khổ cuộc đổ bộ Normandy. Thay cho hoạt động tấn công vượt eo biển Manche, nó lại được phái hộ tống một đoàn tàu vận tải quay trở về Hoa Kỳ. Sang tháng 7, nó tiếp tục hộ tống một đoàn tàu vận tải khác đi sang Anh trong thành phần Đội đặc nhiệm 21.9; và trong hành trình quay trở về vào ngày 24 tháng 7, nó dò được tín hiệu sonar một mục tiêu được tin là tàu ngầm đối phương. Tuy nhiên những lượt tấn công bằng mìn sâu và súng cối chống tàu ngầm Hedgehog không đem lại kết quả, nên nó gia nhập trở lại cùng đoàn tàu vận tải và về đến New York vào ngày 27 tháng 7.
Đi đến xưởng tàu của hãng Todd Shipyards Corp. vào ngày 28 tháng 7, Bull được cải biến thành một tàu vận chuyển cao tốc lớp Charles Lawrence, và được xếp lại lớp với ký hiệu lườn mới APD-78 vào ngày 31 tháng 7, 1944. Nó được tháo dỡ các khẩu pháo 3-inch/50-caliber, thay thế bằng một khẩu pháo 5-inch/38-caliber phía trước mũi, và pháo 1,1-inch/75-caliber phòng không được thay thế bằng kiểu Bofors 40 mm hiệu quả hơn. Chỗ trống phía giữa tàu được cải biến thành chỗ nghỉ ngơi cho lực lượng được vận chuyển và chứa thiết bị mang theo. Hoàn tất công việc trong xưởng tàu vào ngày 26 tháng 10, nó lên đường đi Norfolk, và tiến hành chạy thử máy tại khu vực vịnh Chesapeake đang khi tạm thời thuộc quyền Lực lượng Huấn luyện Đổ bộ Hạm đội Đại Tây Dương.

### Mặt trận Thái Bình Dương
Khởi hành từ Virginia Capes vào ngày 7 tháng 11, Bull băng qua kênh đào Panama vào ngày 13 tháng 11 để đi sang khu vực Mặt trận Thái Bình Dương, ghé qua San Diego và San Pedro, California trước khi đi đến Trân Châu Cảng. Nó đón lên tàu Đội UDT (Underwater Demolition Team - đội phá hoại dưới nước) 14 vào ngày 7 tháng 12 trước khi lên đường bốn ngày sau đó, đi ngang qua Eniwetok và Ulithi để hướng đến quần đảo Palau, điểm tập trung lực lượng chuẩn bị cho cuộc đổ bộ lên Luzon, Philippines.
Khởi hành vào ngày 1 tháng 1, 1945 với Đội UDT-14 trên tàu, Bull đi ngang qua eo biển Surigao, biển Mindanao và biển Đông để hướng đến vịnh Lingayen, thường xuyên chịu đựng các đợt không kích tự sát Kamikaze của đối phương dọc trên đường đi. Vào ngày đổ bộ chính, nó bắn pháo hỗ trợ cho hoạt động trinh sát của đội UDT tại khu vực San Fabian của vịnh Lingayen. Nó tiếp tục chịu đựng các đợt không kích trong suốt giai đoạn này, bắn trúng một máy bay tấn công cảm tử đối phương rơi chỉ cách con tàu 20 yd (18 m), và trong một lần khác một quả bom rơi xuống cách đuôi tàu 200 yd (180 m) bên mạn phải.
Đang khi cùng Đơn vị Đặc nhiệm 77.15.5 rút lui từ vịnh Lingayen về Leyte, chứng kiến một máy bay Mỹ bị rơi trên trên đảo Siguijori được cho là bị quân Nhật chiếm đóng. Nó tách ra khỏi đoàn tàu và đi đến khu vực để giải cứu viên phi công dưới sự dẫn đường của hai máy bay tiêm kích F4U Corsair, tìm thấy chiếc máy bay rơi trên đất liền cách bờ biển 50 yd (46 m) ở phía Tây Bắc hòn đảo. Một đội vũ trang được cho đổ bộ trên hai xuồng, nhưng không gặp sự kháng cự của đối phương, nhưng được người Philippines bản địa tiếp đón, vì quân Nhật đã bị đánh đuổi khỏi hòn đảo từ tháng 11. Viên phi công bị thương được đưa lên tàu chữa trị vết thương, rồi được gửi về hậu phương trên một thủy phi cơ PBY Catalina.
Sau một chặng dừng ngắn tại Leyte, Bull đi đến Ulithi để chuẩn bị tham gia cuộc đổ bộ lên Iwo Jima. Nó rời khu vực quần đảo Caroline vào ngày 10 tháng 2, 1945 trong thành phần Đội đặc nhiệm 52.4, đội phá hoại dưới nước (UDT: Underwater Demolition Team) thuộc Lực lượng Hỗ trợ Đổ bộ (Lực lượng Đặc nhiệm 52), và đi ngang qua Saipan để hướng đến Iwo Jima, đến nơi ba ngày trước ngày đổ bộ. Nó tiến hành trinh sát cả các bãi đổ bộ chính lẫn dự phòng, nhiều lần bị các khẩu đội pháo bờ biển Nhật Bản nhắm bắn, nhưng thoát được mà không bị thiệt hại. Sau ngày đổ bộ, con tàu chuyển sang nhiệm vụ bảo vệ trong khi đội UDT phối thuộc tiếp tục dọn đường cho các tàu vận tải tiếp liệu. Một sĩ quan thuộc Đội UDT-14 đã tử trận khi một xuồng đổ bộ LCI của con tàu bị pháo đối phương đánh chìm.
Rời Iwo Jima vào ngày 5 tháng 3, Bull đi đến Ulithi để chuẩn bị tham gia chiến dịch đổ bộ quan trọng tiếp theo lên Okinawa. Sau khi đi đến khu vực quần đảo Ryukyu vào ngày 26 tháng 3, nó đã ở lại khu vực chiến sự này trong gần ba tháng tiếp theo, chỉ ngoại trừ những chuyến đi ngắn đến Saipan để bảo trì. Vai trò chính của nó trong trận này là trinh sát các bãi đổ bộ và hộ tống bảo vệ các tàu chiến chủ lực Đồng Minh. Con tàu phải chịu đựng vô số các cuộc tấn công tự sát của đối phương nhưng đã thoát được mà không chịu bất kỳ hư hại hay thương vong nào.
Đang khi trên đường từ Ulithi quay trở lại Okinawa cùng một đoàn tàu vận tải vào ngày 4 tháng 6, Bull chịu đựng một cơn bão mạnh đến mức đoàn tàu phải đổi hướng để né tránh. Dù đã đổi hướng, sức gió vẫn lên đến 70 kn (130 km/h); cuối cùng đoàn tàu vẫn đi đến Okinawa an toàn vào ngày 8 tháng 6. Nó tiếp tục hoạt động tại khu vực Okinawa trong tháng 6, rồi lên đường để quay trở về vùng bờ Tây vào ngày 1 tháng 7. Sau hành trình ngang qua Guam, Eniwetok và Trân Châu Cảng, nó về đến San Pedro, California, nơi con tàu được sửa chữa, huấn luyện và tổng dượt cùng các đội UDT nhằm chuẩn bị cho Chiến dịch Downfall, kế hoạch đổ bộ lên các đảo chính quốc Nhật Bản.
Tuy nhiên do Nhật Bản đã chấp nhận đầu hàng vào ngày 15 tháng 8 giúp kết thúc cuộc xung đột, nhiệm vụ dành cho Bull được thay đổi. Nó đi đến San Diego vào giữa tháng 8 rồi khởi hành vào ngày 6 tháng 9 để đi sang quần đảo Mariana, đi đến Guam vào ngày 2 tháng 10. Trong những tháng tiếp theo, con tàu phục vụ dưới quyền Tư lệnh Tiền phương biển Philippine, hoạt động từ các cảng Manila, Samar, Leyte, vịnh Subic và Manus thuộc quần đảo Admiralty. Nó cũng viếng thăm Okinawa và thực hiện ba chuyến đi đến Trung Quốc. Rời Thượng Hải vào tháng 4, 1946, nó đi đến Trân Châu Cảng vào ngày 2 tháng 5, rồi cùng tàu vận chuyển cao tốc Raymon W. Herndon (APD-121) khởi hành ba ngày sau đó để quay về khu vực Nam California.

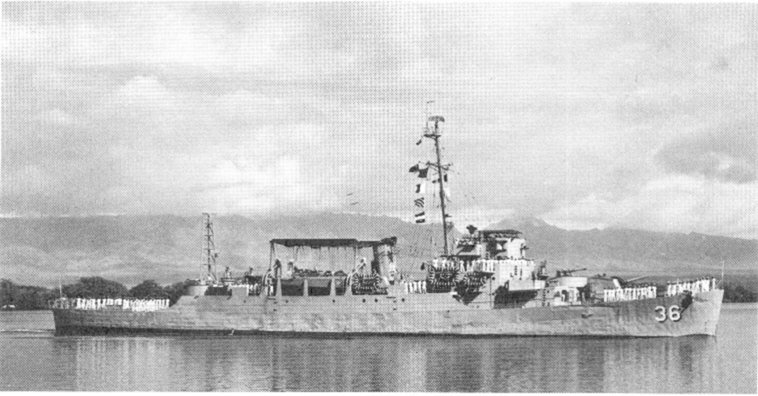
Tàu frigate ROCS Lu Shan (PF-36) của Hải quân Đài Loan.

Bull được cho xuất biên chế tại San Diego vào ngày 5 tháng 6, 1947 và được đưa về Hạm đội Dự bị Thái Bình Dương. Tên nó được cho rút khỏi danh sách Đăng bạ Hải quân vào ngày 15 tháng 6, 1966.

### ROCSLu Shan(PF-36)
Con tàu bị bỏ không trong gần hai thập niên trước khi được chuyển cho Đài Loan vào ngày 12 tháng 7, 1966. Nó phục vụ cùng Hải quân Trung Hoa dân quốc như là tàu frigate ROCS Lu Shan (PF-36) cho đến tháng 5, 1995, khi nó ngừng hoạt động và bị tháo dỡ.

## Phần thưởng
Bull được tặng thưởng ba Ngôi sao Chiến trận do thành tích phục vụ trong Thế Chiến II.
|             |  |                           |
|             |  | Bronze star · Bronze star |
| Bronze star |  |                           |

| Dãi băng Hoạt động Tác chiến                                                 |                                      |                                                                         |
| Huân chương Phục vụ Trung Hoa                                                | Huân chương Chiến dịch Hoa Kỳ        | Huân chương Chiến dịch Châu Á-Thái Bình Dương với 2 Ngôi sao Chiến trận |
| Huân chương Chiến dịch Châu Âu-Châu Phi-Trung Đông với 1 Ngôi sao Chiến trận | Huân chương Chiến thắng Thế Chiến II | Huân chương Giải phóng Philippine (Philippine)                          |